# Yoginder K. Alagh

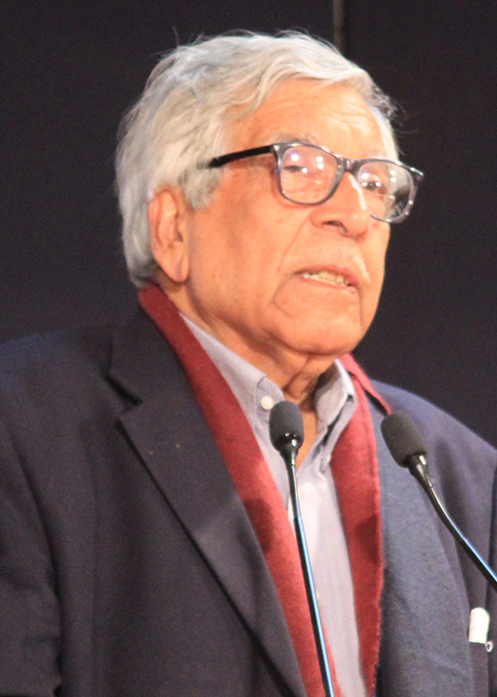
Yoginder K. Alagh

Yoginder K. Alagh (* 14. Februar 1939 in Chakwal, Punjab, Britisch-Indien, heute Pakistan; † 6. Dezember 2022 in Ahmedabad, Gujarat, Indien) war ein indischer Wirtschaftswissenschaftler und parteiloser Politiker, der zwischen 1996 und 1998 Staatsminister für Planung, Programmdurchführung, Wissenschaft, Technologie und Energie sowie von 1996 bis 2000 Mitglied der Rajya Sabha war.

## Leben
Alagh absolvierte nach dem Schulbesuch ein Studium der Wirtschaftswissenschaften und erwarb unter anderem einen Doctor of Philosophy (Ph.D.). Im Anschluss war er Dozent am Zentrum für angewandte Studien der wirtschaftswissenschaftlichen Fakultät der University of Mumbai, ehe er 1974 Berater für perspektivische Planung bei der Planungskommission wurde und für diese bis April 1983 tätig war. 1981 wurde ihm der V. K. R. V. Rao-Preis verliehen. Er war später von September 1983 bis Februar 1987 Sekretär des Industrieministeriums sowie im Anschluss zwischen Februar 1987 und März 1990 Mitglied der Planungskommission.
Alagh, der zwischen Dezember 1992 und Juni 1996 Kanzler der Jawaharlal Nehru University (JNU) war, wurde im Juni 1996 von Premierminister H. D. Deve Gowda als Staatsminister für Planung, Programmdurchführung, Wissenschaft, Technologie und Energie in dessen Kabinett berufen und bekleidete dieses Regierungsamt bis März 1998 auch in der darauf folgenden Regierung von Premierminister Inder Kumar Gujral. Zugleich wurde er am 26. November 1996 als Parteiloser Mitglied der Rajya Sabha, des Oberhauses des indischen Parlaments, und vertrat in diesem bis zum 2. April 2000 den Bundesstaat Gujarat.
2006 wurde Alagh Vorsitzender des IRMA (Institute of Rural Management Anand), ein in Anand ansässiges Institut für ländliches Management, und bekleidete dieses Amt bis 2012. Anschließend war er Kanzler der Central University of Gujarat (CUG).
Aus seiner Ehe mit Raksha Alagh gingen ein Sohn und eine Tochter hervor.

## Veröffentlichungen
- Regional aspects of Indian industrialization, 1972
- Indian development planning and policy, 1991
- Narmada and environment, 1995
- Scope for agro-processing in India, 1996
- Power economics in Gujarat, 1998
- Interlinking of Rivers, 2006